# Herur, Hangal
Herur là một làng thuộc tehsil Hangal, huyện Haveri, bang Karnataka, Ấn Độ.